# مارسيلو إبرارد
مارسيلو إبرارد (مواليد 10 أكتوبر 1959) هو سياسي مكسيكي يشغل منصب وزير الخارجية منذ ديسمبر 2018.